# Timothy Bell
Timothy John Leigh Bell, baron Bell (18 octobre 1941 - 25 août 2019), est un expert britannique de la publicité et des relations publiques, surtout connu pour son rôle dans trois campagnes électorales de Margaret Thatcher et sa collaboration de 30 ans avec Bell Pottinger.

## Jeunesse et carrière
Bell est né à Southgate, au nord de Londres, le 18 octobre 1941, d'Arthur Leigh Bell, né à Belfast, commercial de Crosse & Blackwell, et de Greta Mary Finlay, une Australienne. Son père quitte la famille quand son fils a quatre ans, déménageant en Afrique du Sud et devenant un radiodiffuseur connu sous le nom de "Oncle Paddy",.
En 1952, sa mère se remarie avec Peter Pettit, l'avocat qui s'est occupé de son divorce. Bell fait ses études à l'école primaire Osidge et à la Queen Elizabeth's Grammar School, Barnet, et rejoint ABC Weekend TV à 18 ans en tant que garçon de poste. Il travaille dans diverses sociétés de publicité et de relations publiques à la fin des années 60, notamment l'agence londonienne Colman Prentice & Varley et plus tard Geers Gross, avant d'aider à fonder et devient directeur général de Saatchi and Saatchi en 1970, puis de devenir président et directeur général de Saatchi and Saatchi Compton de 1975.
Le 19 novembre 1977, Bell est condamné à une amende de 50 £ pour indécence. Il s'est exposé en se masturbant à la fenêtre de sa salle de bain à Hampstead le 21 octobre à la vue des passantes,.
Il quitte Saatchi pour rejoindre Frank Lowe et Geoff Howard-Spink en 1985 qui devient Lowe Howard-Spink et Bell où il est vice-président. Plus tard, en 1989, il rachète la division PR qui devient sa propre agence, Lowe Bell Communications et il devient président de Chime Communications en 1994 (qui comprend le groupe Bell Pottinger).

## Années Thatcher
Bell joue un rôle déterminant dans les victoires électorales générales des conservateurs de Margaret Thatcher et est considéré comme le «médecin d'image et confident préféré» de Thatcher. Pour sa première victoire en 1979, il développe la stratégie de la campagne " Labour Isn't Working ", créée par le directeur créatif de Saatchi Jeremy Sinclair et Bell conseille le futur Premier ministre sur les techniques d'entretien, les vêtements et même les choix de coiffure. Il approche également des rédacteurs en chef de journaux et travaille sur des attaques dévastatrices contre le parti travailliste.
En 1984, Bell est détaché auprès du National Coal Board pour donner des conseils sur la stratégie médiatique au début de la grève des mineurs. Il travaille sur les relations avec les médias et aide à définir les termes des négociations et le cours de la politique gouvernementale.
Bell est fait chevalier en 1991 et créé pair à vie en tant que baron Bell de Belgravia dans la ville de Westminster le 31 juillet 1998. Il participe fréquemment aux débats et est président de la campagne Keep the £ du Parti conservateur. Il siège également à divers organismes artistiques et administratifs publics. Le 8 avril 2013, c'est Bell qui annonce officiellement la nouvelle de la mort de Margaret Thatcher.

## Activités internationales
Bell conseille Hernán Büchi, ancien ministre de la dictature de Pinochet, lors de l'élection présidentielle de 1989. Büchi perd finalement par un large écart face à Patricio Aylwin.
Lord Bell, un ami du magnat russe Boris Berezovsky, attire l'attention des médias sur l'ex-espion russe empoisonné Alexandre Litvinenko, décédé à l'hôpital le 23 novembre 2006. L'agence Bell Pottinger Communications diffuse une photographie montrant un Litvinenko glabre dans son lit d'hôpital. L'agence de relations publiques offre également des conseils aux proches de Litvinenko et à son porte-parole Alex Goldfarb.
En décembre 2006, Lord Bell agit au nom du gouvernement saoudien pour qu'il mette fin à l'enquête du Serious Fraud Office sur des pots-de-vin présumés dans le cadre de l'accord d'armement d'Al Yamamah.
Chime cède Bell Pottinger en juin 2012 (tout en conservant une participation de 25% dans l'entreprise), et Bell quitte également son poste d'administrateur de Chime.
Bell Pottinger annonce le départ de Lord Bell en tant que président pour créer une société de conseil, Sans Frontières Associates, en août 2016. Il conserve une participation de 7% dans Bell Pottinger.

## Vie privée
Bell se marie trois fois : d'abord, dans les années 1960, avec Suzanne Cordran (mariage dissous en 1985) ; en 1988, il épouse Virginia Hornbrook avec qui il a un fils et une fille (mariage dissous en 2016) ; en 2017, il épouse Jacky Phillips.
Bell est décédé des complications d'un syndrome parkinsonien  à son domicile de Londres, à l'âge de 77 ans, le 25 août 2019.